# 千代の亀酒造
千代の亀酒造株式会社（ちよのかめしゅぞう）は、日本の酒類メーカー。戦後から大量生産の酒造りを改め、「本物の酒を造るべきである」との強い意志により、1975年から純米吟醸酒の製造に積極的に取り組んでいる。2016年、創業300年を迎えた。

## 沿革
- 1716年、亀岡久平により亀岡酒造（現千代の亀酒造）が創業された[2]。

- 1948年、合資会社となった[2]。

- 2008年、カンヌ国際映画祭の公式レセプション酒として梨風が提供された[2]。

- 2013年8月1日、社名を「千代の亀酒造株式会社」とした[2]。

- 味噌製造販売のマルコメ（本社・長野県長野市）は、千代の亀酒造の全株式を2024年6月24日付で取得、子会社化し、同日に行われた千代の亀酒造株主総会ならびに取締役会において、マルコメ取締役常務執行役員の小川浩司が代表取締役社長に選任され、同日付で就任した[3]。

## 銘柄
清酒
- 銀河鉄道
- 秘蔵しずく酒

## その他
旧五十崎町の酒造業者は、天神地区では亀岡、宮田などがいた。宮田は1967年に廃業した。1914年出版の『喜多郡の華 附・上浮穴郡小田郷』では天神村の酒造家として「亀岡謙太郎、宮田角太郎」の2名が紹介されている。亀岡謙太郎は教育界、村政、産業など広い分野で郷土の振興発展に貢献した。